# Обыкновенный морской бекас
Обыкновенный морской бекас, или бекас-рыба (лат. Macroramphosus scolopax) — вид лучепёрых рыб из семейства макрорамфозовых (Macroramphosidae).
Максимальная длина тела 20 см, обычно до 12 см. Окраска тела красноватого цвета, с серебристыми с золотым блеском боками и брюхом и беловатыми плавниками. Отличается вытянутой в длинную трубку головой, костяными полосками по бокам спины и на краях груди и брюха, отсутствием боковой линии, двумя спинными плавниками, из которых первый короткий, колючий, с не вполне развитыми брюшными плавниками на брюхе. Тело сжатое с боков с мелкими шероховатыми чешуями, зубов нет, один из лучей первого спинного плавника сильно развит. 2-й луч первого спинного плавника очень велик и сзади зазубрен. 
Обитает в тропических и субтропических водах Атлантического, Индийского и Тихого океанов на глубине от 25 до 600 м. Питается зоопланктоном.
Промыслового значения не имеет.